# Ukaz

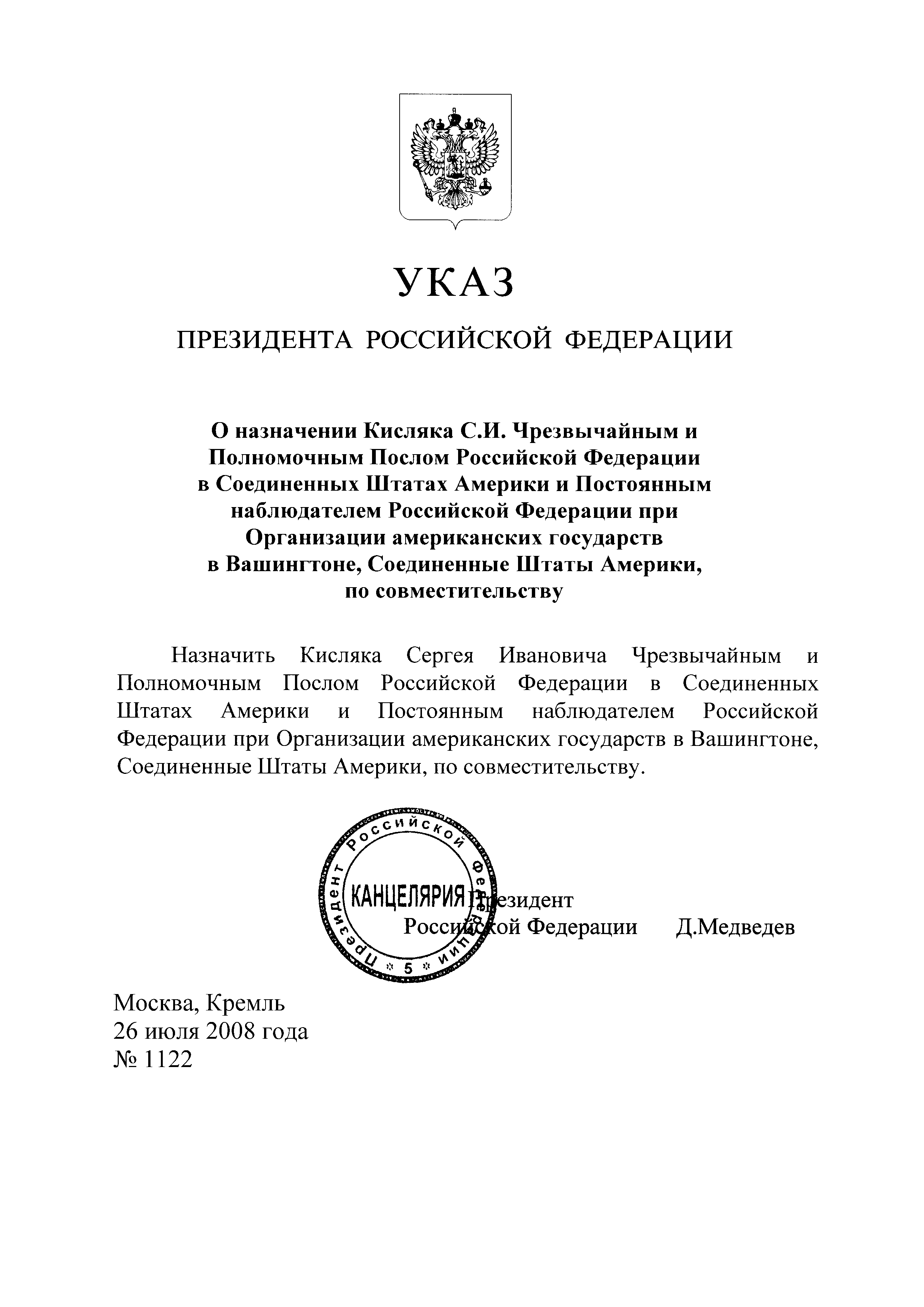
Esempio di un moderno ukaz riguardo alla nomina di un ambasciatore

Un ukaz (in russo указ? , al plurale: указы, ukazy; spesso reso in italiano anche con ukaze o ukase, via la mediazione del francese oukase) nella Russia Imperiale era un dettame dello zar, del governo o di un leader religioso (patriarca) che aveva forza di legge.
Dopo la Rivoluzione russa, un dettame governativo teso a regolare un'ampia materia era chiamato "decreto" (russo: декрет, dekret); mentre uno più specifico ukaz. Entrambi i termini sono traducibili con 'decreto'. Un esempio è l'ukaz di Ems con il quale fu proibito l'uso della lingua ucraina nella stampa.
La Costituzione della Federazione Russa del 1993, definisce l'ukaz come un decreto presidenziale che ha forza di legge, ma che non può modificare leggi già esistenti e che decade qualora venga approvata dalla Duma una legge che disciplina il medesimo oggetto.
Per l'imperiosità di questo tipo di provvedimento, il termine viene talvolta usato per indicare un ordine perentorio, che non ammette repliche, similmente al diktat.